# Bayannurosaurus perfectus
Bayannurosaurus perfectus es la única especie conocida del género extinto Bayannurosaurus  de dinosaurio ornitópodo iguanodóntido, que vivió a principios del periodo Cretácico, hace aproximadamente 124 millones de años, durante el Berriasiense, en lo que es hoy Asia. Fue descrito en 2018 por Xu Xing et al encontrado en rocas de la época del Berriasiense en la Formación Bayin-Gobi de China. La especie tipo del género es Bayannurosaurus perfectus. Un análisis filogenético de Bayannurosaurus indica que es más derivado que Hypselospinus pero menos derivado que Ouranosaurus, justo por fuera de Hadrosauriformes. Su cráneo medía 80 cm de longitud, lo que le convierte en un iguanodontiano de tamaño mediano.